# Ljerka Mintas-Hodak
Ljerka Mintas (Zagreb, 26. siječnja 1952. -), hrvatska odvjetnica i političarka.

## Školovanje
Otac Vladimir bio je odvjetnik u skladu s obiteljskom tradicijom, koju prekida tek dolazak Ante Pavelića na vlast. U vladi NDH njezin otac obavlja razne dužnosti, a posljednju je obavljao u veleposlanstvu NDH u Berlinu. Zbog toga komunisti ga osuđuju na smrt, ali kazna biva preinačena u zatvorsku. Godinu dana nakon izlaska iz zatvora rađa se kćerka Ljerka. Ljerka od malih nogu uči engleski jezik, pristojno se ponaša, te s peticama završava osnovnu školu i Klasičnu gimnaziju. Iz tih vremena datira i njezin nadimak Buba. Ambiciozna Buba upisuje Pravni fakultet, ali i komparativnu književnost na Filozofskom fakultetu. Uskoro ostavlja književnost ali ne i društvo s Filozofskog fakulteta u kojem su: Ivan Zvonimir Čičak, Dražen Budiša, a sa Zvjezdanom Znidarčić poslije će prvi puta biti u zatvoru. 
U Predsjedništvu Saveza studenata zadužena je za odnose s inozemstvom. U čistkama nakon 1971. godine optužena je za sudjelovanje u pisanju poziva na studentski štrajk, no kad je ustanovljeno da sporni letak nije ni vidjela, osuđena je zbog verbalnog i fizičkog napada na jednog profesora Pravnog fakulteta. Premda su ostali profesori svjedočili kako to nije točno. Ljerka Mintas odsjedila je ipak 40 dana u zatvoru u Vukomercu. Nakon izlaska iz zatvora često je odlazila u posjet ostalim zatvorenim studentima i odnosila im hranu. Nakon zatvorskog iskustva posvećuje se studiju i 1975. godine, kao jedna od najboljih studentica, diplomira na Pravnom fakultetu. Odmah nakon završetka studija prošla je pripravnički staž u odvjetničkoj pisarni, te je 1979. godine položila pravosudni ispit. Akademski stupanj magistra stekla je 1986. godine, a 1989. godine stekla je doktorat pravnih znanosti.

## Poslovna karijera
Nakon kratkog razdoblja rada u RIZ-u, 1980. godine posvetila se znanstvenom radu u Jadranskom zavodu Hrvatske akademije znanosti i umjetnosti kao znanstvena suradnica. Također je u nekoliko navrata kao voditeljica i članica državne delegacije sudjelovala u radu međunarodnih vladinih organizacija te specijaliziranih ustanova Ujedinjenih naroda. Odvjetničku karijeru je žrtvovala za brak (u tom braku rodila je kćerku Ivanu, koja je ubijena 6. listopada 2008. godine)  s odvjetnikom Zvonimirom Hodakom (kada nakon udaje svome prezimenu dodaje i muževljevo), pa se posvećuje drugim pravničkim poslovima i u Instutut za pomorsko pravo pri HAZU specijalizira međunarodno pomorsko pravo. Godine 1989. postaje jedna od prvih članica HSLS-a (Hrvatske socijalno-liberalne stranke) da bi od travnja 1991. god. četiri mjeseca radila kao savjetnica predsjednika Republike Hrvatske Franje Tuđmana za pomorsko pravo. Godine 1992. volontira kao šefica Hrvatskog ureda pri promatračkoj misiji Europske unije. Na izborima 1993. godine još uvijek se nalazi na listi HSLS-a, da bi na kraju potpisla pristupnicu HDZ-u i postala pomoćnicom ministra pomorstva, prometa i veza.

## Politička karijera
Od 22. veljače 1993. imenovana je zamjenicom ministra pomorstva, prometa i veza. Zbog neslaganja s ministrom Mudrinićem 8. lipnja 1995. podnosi ostavku. Sutradan imenovana je savjetnicom predsjednika vlade za pomorstvo. Nakon što na premijersko mjesto došao Zlatko Mateša, postaje potpredsjednica vlade zadužena za unutarnju politiku i društvene djelatnosti. U vladi se Ljerka Mintas - Hodak bavila svim i svačim: denacionalizacijom, pobačajem, pravosuđem, prosvjetom, pregovorima s Bošnjacima i suđenjem u Haagu. U javnosti je ostala zapamćena njezina izjava kako je svjedočenje Stipe Mesića pred Međunarodnim sudom za ratne zločine amoralno. Također ostao je zapamćen i njezin izvještaj o stanju ljudskih prava, kada je izjavila kako kritičari gledaju samo pojedinačne slučajeve kršenja ljudskih prava. 
Odlukom predsjednika Republike Hrvatske Franje Tuđmana od 2. ožujka 1998. godine potpredsjednica vlade zadužena za unutarnju politiku postala je prvom hrvatskom ministricom za europske integracije. Na tom mjestu ostaje do 3. siječnja 2000. godine kada HDZ gubi izbore i vlast preuzima koalicija šestorice. U HDZ-u ostaje do listopada 2002. godine kada je istupa iz te stranke revoltirana smjenom čelništva u HDZ-u Splitsko-dalmatinske županije. Također vjerojatan razlog ovog postupka je taj što je nakon posljednjeg stranačkog sabora - kada je bila na listi Sanaderovog protukandidata Ivića Pašalića - istisnuta iz najužeg stranačkog vrha.

## Kulturni rad
Članica je upravnog odbora Hrvatskog kulturnog vijeća.

## Trivia
Udata je za Zvonimira Hodaka koji je također odvjetnik.